# Suryoyo Sat
Suryoyo Sat (en siríac: ܣܘܪܝܝܐ ܣܬ) és una cadena de televisió en arameu (siríac) transmès per satèl·lit des de Södertälje, Suècia. Va ser establert el 2006 per la Syriac Universal Alliance i les seves federacions afiliades. El centre principal es troba a Södertälje, Suècia, però un altre centre s'ha obert recentment a Gütersloh, Alemanya.
S'emet el canal en 82 països i els seus espectadors es distribueixen a tot el món.
Suryoyo Sat té com a objectiu proporcionar una varietat de programes interessants, emocionants i informatives, proposant, entre d'altres, els debats periòdics sobre la cultura, la història, la religió i la societat.
Avui en dia, les emissions de Suryoyo Sat, incloent diaris, debats, tertúlies, programes per a nens, principalment en arameu. Però no només en el dialecte siríac occidental, anomenat "Turoyo", sinó també en altres idiomes parlats pels arameus (àrab, kurd, turc i l'adopció de les llengües com el suec, l'alemany, el neerlandès, l'anglès i el francès. Els espectadors són principalment arameus (sirians) de tots els continents, però també hi ha altres persones de l'Orient Mitjà.
Suryoyo Sat vol arribar a tots els qui puguin tenir un interès a veure el canal. Tothom hauria de tenir l'oportunitat d'accedir a la informació i la varietat de la seva llengua materna, sense importar on visqui. Suryoyo Sat pretén fer veure el món des d'una perspectiva diferent. Com a espectador, és possible participar en el que està succeint a d'un nivell local, nacional i internacional. Actualment, la gran majoria dels programes de radiodifusió són produïts per la mateixa cadena. Però es preveu en el futur, comprar i vendre programes per oferir una difusió diària d'alta qualitat.